# Леру, Гастон
Гастон Леру́ (фр. Gaston Leroux), полное имя Гастон Луи Альфред Леру  (фр. Gaston Louis Alfred Leroux) (6 мая 1868, Париж, Франция — 15 апреля 1927, Ницца, Франция) — французский писатель, журналист, признанный мастер детектива.

## Биография
Гастон родился 6 мая 1868 года. Его отец — строительный подрядчик Альфред Леру, мать — Мари-Альфонсина Бидо. Родители на момент его рождения не состояли в браке и обвенчались только 13 июня того же года в Руане. Как сам Гастон любил впоследствии вспоминать, он родился в поезде — родители ехали через Париж из Ле-Мана в Нормандию, где Альфред получил строительный подряд, перестраивая там местный замок в городке Сен-Валери-ан-Ко. Когда они проезжали Париж, у матери начались схватки и мальчик родился на улице Фобур Сен-Мартен (фр.), дом 66. Поэтому местом рождения Леру формально считается Париж.
В 1880 году он поступил в школу в Э, куда они переехали, когда отец Альфред Леру возглавил работы по реставрации тамошнего замка. Здесь близким другом Гастона стал его одноклассник Филипп Орлеанский — потомок династии Бурбонов (в 1895 году Гастон будет единственным журналистом, которому Филипп, помня об их дружбе, согласится дать интервью во время своего изгнания в Лондоне). Здесь же в школе Леру начал писать свои первые вирши.
29 июля 1886 года Леру закончил бакалавриат в Каннах и в том же году записался на юридический факультет Парижского университета. В тот же период он начал писать первые короткие рассказы и стихи, некоторые из которых были опубликованы. В 1890—1893 годах служил адвокатом.

### Журналист
В 1887 году напечатал свой первый рассказ, «Маленький торговец жареным картофелем», в газете «Французская республика», первую статью в газете «Lutèce» и первый сонет, посвященный Ламартину. Сотрудничал с газетами «Эко де Пари» (фр.) и «Матен» как судебный хроникёр. Печатал отчёты о знаменитых судебных процессах, в том числе над анархистами Эмилем Анри и Санти Джеронимо Казерио (1894), а также о деле Дрейфуса (1898—1899). В 1900 году совершил путешествие в Швецию. Леру оказался первым из журналистов, кто взял интервью у побывавшего на Южном полюсе шведского путешественника Норденшёльда. С 1901 года сделался одним из ведущих репортёров Парижа; писал корреспонденции из Испании, Италии, Марокко. Леру является автором большого количества статей разных жанров (по некоторым подсчётам, около 500): судебные репортажи, театральные рецензии, статьи политического и исторического содержания. В 1902 году Леру стал кавалером Ордена Почетного легиона за свою работу в прессе. В 1908 году обосновался в Ментоне, а в 1909 году переселился в Ниццу.
Скончался 15 апреля 1927 года от последствий хирургической операции. Похоронен при входе на кладбище Шато в Ницце.

### Леру и Россия
В августе 1896 года Леру был включён в группу репортёров, сопровождавших Президента Франции Феликса Фора в его поездке в Россию. Затем, в июне 1904 года, газета «Матен» вновь направила Леру в Россию, именно он написал статью про затопление русскими крейсера "Варяг" 27 января 1904 года в Русско - Японскую войну. За публикацию император Николай Александрович наградил писателя Орденом Святой Анны, где журналист находился до декабря; в феврале 1905 года он снова отправился туда, в мае вспыхнула Цусима, и окончательно покинул Россию в марте 1906 года. В июле 1905 года в Санкт-Петербурге у Леру родился сын Андре Гастон («Мики»). В своих репортажах Леру описал события Первой русской революции. Путешествовал по разным городам Российской империи: Москва, Санкт-Петербург, Одесса, Баку. Репортажи Леру цитировал в своих статьях В. И. Ленин. Эти репортажи были впоследствии объединены его вдовой Жанной Кайатт в книгу «Агония белой России» (1928) (в том же году в Харькове вышел русский перевод, озаглавленный «Агония царской России»). Русской теме посвящены несколько художественных сочинений Леру: трагическая новелла «Баюшки-баю», романы «Рультабий у царя» и «Чёрные женщины» (имеются в виду принцессы Милица и Анастасия Черногорская).

### Литературное творчество
В 1903 году на страницах газеты «Матен» напечатан первый роман-фельетон Леру «Искатель сокровищ» (в 1904-м вышел под названием «Двойная жизнь Теофраста Лонге»). Это была публикация с элементами игры, достойная масс-медиа начала XXI века: внимательному читателю предлагалось обнаружить шесть спрятанных редакцией в различных уголках Парижа сокровищ общей стоимостью 25000 франков.
Леру снискал огромную популярность благодаря циклу из восьми детективных романов, объединённых фигурой сыщика—любителя, профессионального репортёра Рультабия (во многом alter ego автора). В июле 1914 года писатель объявил о своём намерении создать четвёртый роман о Рультабии под названием «Величайшая тайна на свете», однако начавшаяся Первая мировая война перечеркнула этот замысел. В 1917 году Леру выпустил роман «Капитан Икс», перекликающийся с книгой Жюля Верна «Двадцать тысяч лье под водой». Слава Леру укрепилась благодаря роману «Призрак Оперы», по мотивам которого был поставлен одноимённый мюзикл и снято несколько фильмов. Среди других сочинений писателя — выдержанная в духе готического романа дилогия «Кровавая кукла» и «Машина для убийства». Известностью пользовался цикл романов Леру о «благородном каторжнике» Шери-Биби.

## Литературные влияния
По свидетельству самого писателя, он испытал влияние Диккенса и Конан Дойла. Кроме того, в его сочинениях содержатся отсылки к Гомеру, Софоклу, Шекспиру, Бальзаку, Дюма, Гюго, Вольтеру, Руссо и многим другим писателям.

## Леру и кино

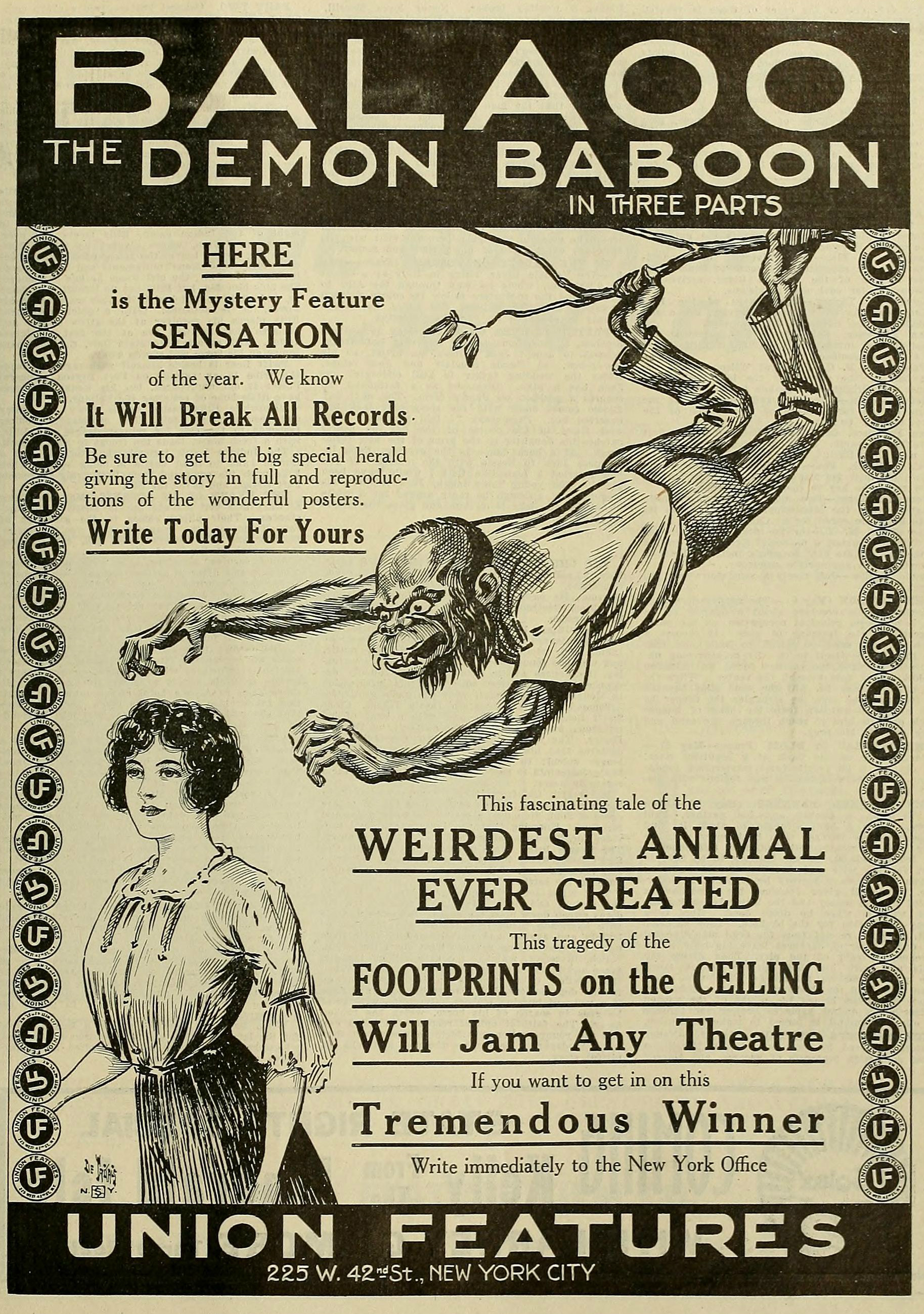
Афиша к фильму «Балао» по одноимённому роману Леру (1913, режиссёр Викторен Жассе)

Произведения Леру экранизировались, начиная с 1913 года. Он сам в 1919 году вместе с актёром Рене Наварром, исполнявшим заглавную роль в ленте Луи Фейада «Фантомас» и популярным в ту пору писателем Артюром Бернедом основал в Ницце «Общество кинороманов» и выступил в нём продюсером и сценаристом. Были поставлены фильмы по четырём его сценариям (в одном из них снялась дочь писателя, 13-летняя Мадлен). Фирма просуществовала до 1922 года и была поглощена кинокомпанией Пате. Некоторые романы Леру были экранизированы несколько раз. Особенно много киноверсий создано на основе «Тайны жёлтой комнаты» и «Призрака оперы». Среди режиссёров-постановщиков — Марсель Л’Эрбье, Луи Дакен, Брайан де Пальма, Тони Ричардсон, Дарио Ардженто.

## Признание
Романы Леру, особенно «Тайна жёлтой комнаты», восхищали сюрреалистов. Как к образцу писательского мастерства в построении действия к этому роману обращались, среди других, С. Эйзенштейн и Х. Л. Борхес.

## Произведения Леру в России
В России сочинения Леру выходили с 1908 года: первой ласточкой стал перевод «Тайны жёлтой комнаты». Год спустя были опубликованы его пьесы «Крик души» и «Лилия».

## Библиография (избранные сочинения)

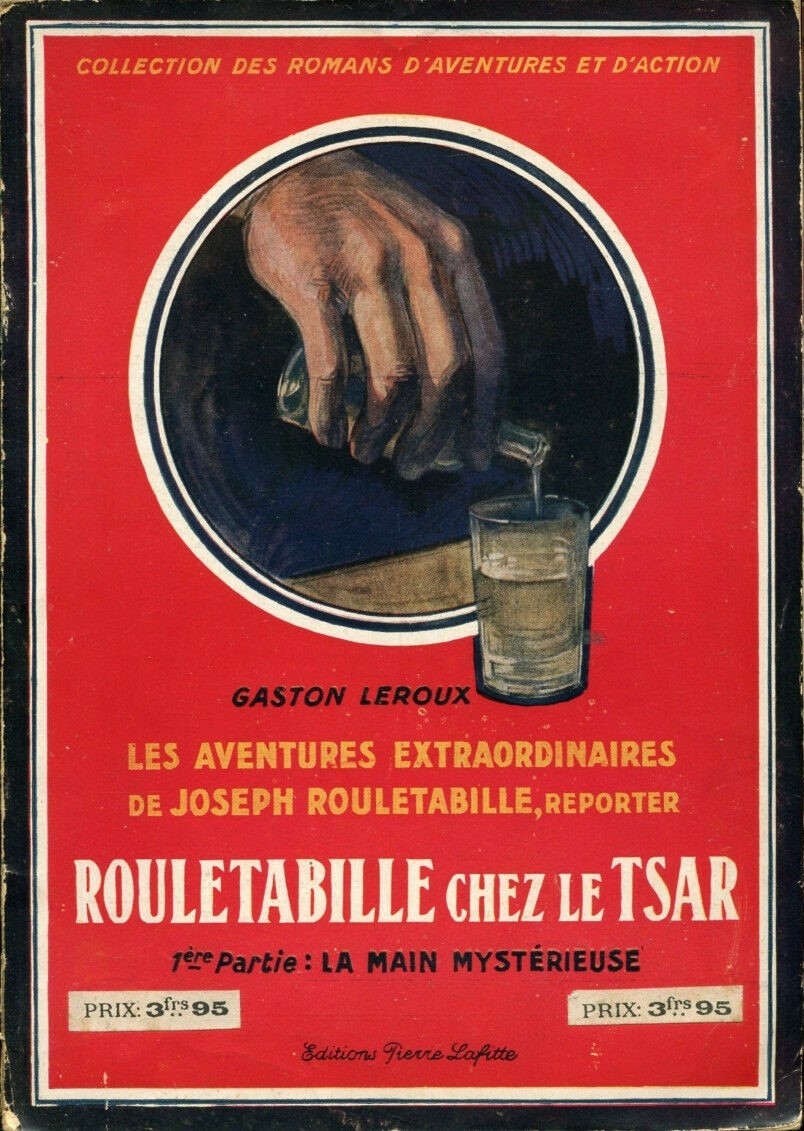
Обложка первой части романа «Рультабий у царя» (издание 1921 г.)

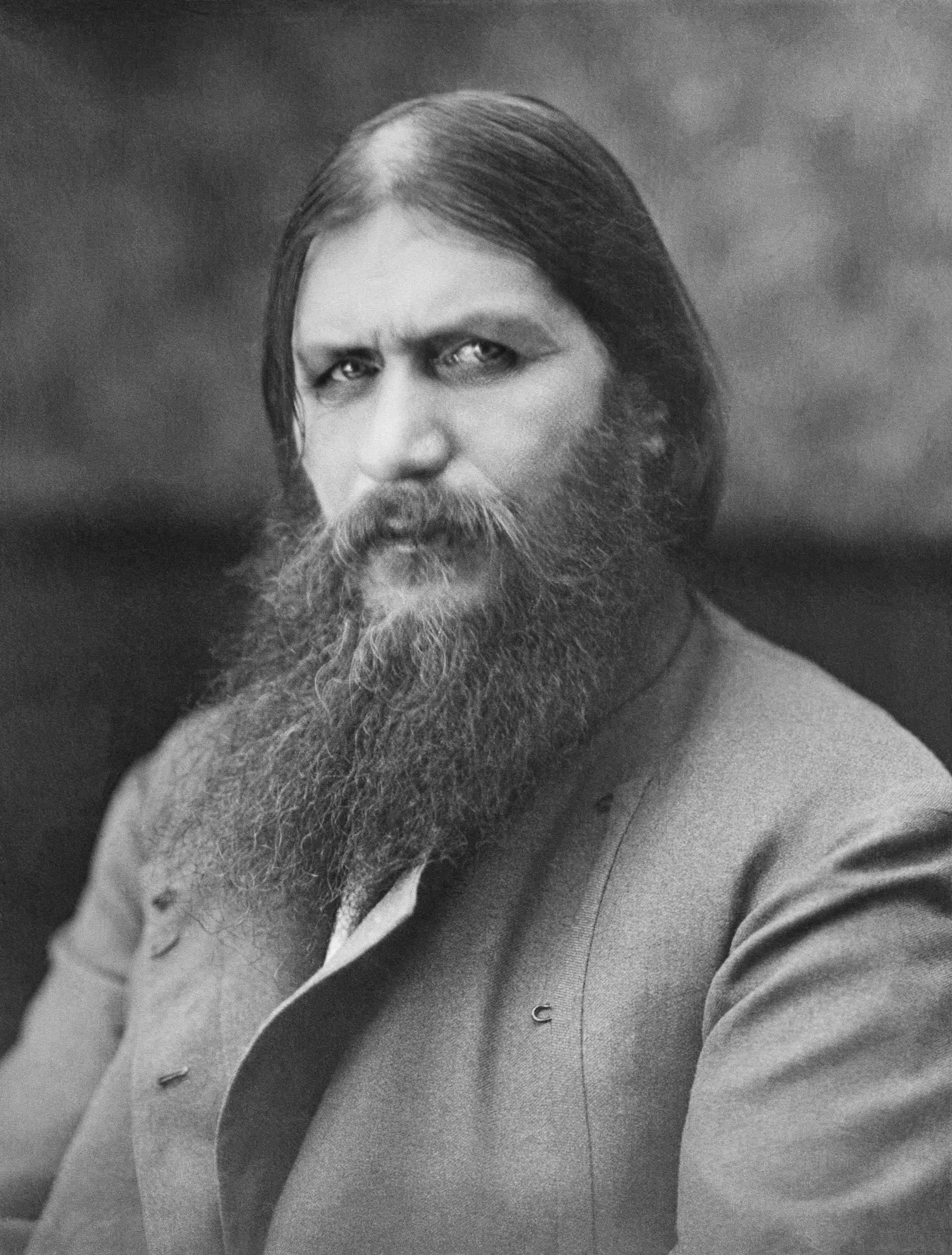
Главный герой романа «Чёрные невесты» Григорий Распутин